# Optogenetika
Optogenetika je biologická technika a neuromodulační metoda, která umožňuje řídit nebo monitorovat nervovou aktivitu pomocí světla in vivo (uvnitř volně pohybujících se geneticky upravených zvířat). Toto je dosaženo genetickým zavedením světlo citlivých proteinů. Optogenetické aktivátory, jako jsou channelrhodopsin (ChR), halorhodopsin a archaerhodopsin (Arch), se používají k řízení neuronů, zatímco monitorování neuronové aktivity může být prováděno pomocí geneticky kódovaných senzorů pro ionty (např. vápník) nebo skrze membránový potenciál. Optogenetické proteiny jsou vyvíjeny směrem k větší citlivosti na nižší intenzity a delší vlnové délky světla, které snáze prostupují živými tkáněmi. S takto optimalizovanými proteiny je možné ovlivňovat mozek i bez operativního narušení lebky.

## Opsiny
Opsiny představují početnou rodinu proteinů (tj. receptory spražené s G-proteiny) nacházející se u živočichů a vykazující citlivost na světlo při asociaci s chromoforem, jakým je např. retinal. Mají, obdobně jako GPCR proteiny, strukturu se sedmi alfa-helikálními transmembránovými doménami, propojenými třemi extracelulárními a třemi intracelulárními smyčkami. Od ostatních GPCR proteinů se odlišují především lysinovým zbytkem, který je místem pro vazbu retinalu na sedmé helikální doméně. Bez tohoto lysinového zbytku kovalentně navázaném na chromoforu 11-cis-retinal (skrze Schiffovu bázi), nevykazují opsiny citlivost na světlo. 
Molekulární fylogenetické analýzy ukazují, že rodina opsinů se dělí na sedm podrodin, které dobře odpovídají funkčním klasifikacím v rámci této rodiny: 
1. podrodina vizuálních opsinů (spojená s transducinem) a nevizuálních opsinů
2. podrodina encefalopsinů/tmt-opsinů
3. podrodina opsinů/melanopsinů spojená s Gq
4. podrodina opsinů spojená s Go
5. podrodina neuropsinů
6. podrodina peropsinů
7. podrodina retinalní fotoizomeráz

Tyto podrodiny se diverzifikovaly před rozdělením deuterostomů (včetně obratlovců) od protostomů (většina bezobratlých), což naznačuje, že společný živočišný předek měl více opsinových genů. 
Geny opsinů lze obecněji rozdělit do 2 rodiny: 
1. mikrobiální opsiny (typ I) nalezené v prokaryotách, řasách a houbách; obvykle kódují proteiny, které využívají retinal v konfiguraci all-trans
2. živočišné opsiny (typ II) přítomné pouze u vyšších eukaryot a odpovědné především za vidění; kódují receptory spojené s G proteiny (GPCR) a za tmy váží retinal v konfiguraci 11-cis[4]

Mikrobiální opsiny zachycují světelnou energii a využívají ji buď k aktivnímu pumpování iontů přes buněčnou membránu, nebo k otevření kanálů, které umožňují pasivní tok iontů přes buněčnou membránu. Zavedení těchto opsinů do buněk necitlivých na světlo umožňue rychlou optickou kontrolu specifických buněčných procesů. Tyto opsiny nabízejí vysokou rychlost neuronální aktivace a inhibice, aniž by vyžadovaly použití chemikálií či invazivních zákroků v savčím mozku. 
Nejčastěji používanými mikrobiálními opsiny v optogenetice jsou:
- kanálové rhodopsiny (ChRs) - často kanály pro nespecifické kationty aktivované modrým světlem a původem ze zelených řas. Vykazují rychlou kinetiku a umožňují selektivní depolarizaci geneticky cílených buněk po osvětlení.
- pumpy řízené světlem (např. halorhodopsin - žlutým světlem poháněné chloridové pumpy z archeálních druhů)

Na rozdíl od mikrobiálních opsinů, které přímo reagují na světlo díky svému kovalentně vázanému chromoforu retinalu, živočišné opsiny, jako jsou například rhodopsiny a kuželové opsiny obratlovců, využívají signalizační kaskády spřažené s G-proteiny. Tyto kaskády zesilují světelný signál, což vede k vyšší citlivosti na světlo ve srovnání s mikrobiálními opsiny. Tato zvýšená citlivost umožňuje, aby byly opsiny obratlovců účinně využívány v optogenetice ke kontrole excitability neuronů i při nízkých úrovních osvětlení.